# Natri selenit
Natri selenide là một muối, một chất rắn không màu, và là hợp chất seleni tan trong nước thông dụng nhất. Nó có công thức là Na2SeO3 và Na2SeO3.(H2O)5 (CAS#26970-82-1), cụ thể tương ứng là muối khan và muối ngậm nước của nó. Dạng hydrat hóa hay gặp hơn. Cả hai đều có tính chất tương tự nhau trong nhiều mục đích dù khối lượng phân tử khác nhau.

## Tổng hợp và các phản ứng cơ bản
Natri selenide thường được điều chế bằng phản ứng của seleni dioxide và natri hydroxide:
SeO2 + 2 NaOH → Na2SeO3 + H2O
Acid hóa seleni dioxide thu được acid selenơ, có thể tách ra ở nhiệt độ phòng, khác với acid sulfurơ.
Có quan hệ thân thuộc với natri sulfit, Na2SeO3 có dianion SeO2−
3 ở dạng tháp đáy tam giác với tính đối xứng (C3v). Oxy hóa anion này thu được natri selenat, Na2SeO4.

## Ứng dụng
Cùng với các muối selenide của bari và kẽm, natri selenide được dùng chủ yếu trong sản xuất thủy tinh trong (không màu). Màu hồng tạo bởi các selenide này triệt tiêu màu xanh của tạp chất sắt.
Vì seleni là một nguyên tố thiết yếu, natri selenide là một nguyên liệu của một vài thực phẩm bổ sung.
Cục Quản lý thuốc và thực phẩm Mỹ (FDA) công nhận một chế độ bổ sung seleni trong chế độ ăn của động vật, tuy nhiên dạng thường gặp là cho vật nuôi trong nhà. Dựa vào một bài báo, "không nhiều điều được biết về các hợp chất seleni để chấp thuận cho mục đích sử dụng cho động vật khi những quyết định được thực hiện trở lại vào thập niên 1970... Tại thời điểm hoạt động điều chỉnh được thực hiện, chỉ có muối seleni vô cơ (natri selenide và natri selenat) có thể kiếm được ở mức giá cho phép dùng cho thức ăn động vật."

## Độ an toàn
Seleni độc ở hàm lượng cao. Liều gây độc mãn tính ở người là khoảng 2,4 đến 3 miligam seleni mỗi ngày.